# Дворец Менора-Мивтахим
Дворец Менора-Мивтахим (ивр. היכל מנורה מבטחים‎, также Яд-Элияху ивр. היכל הספורט יד אליהו‎) — дворец спорта и стадион в Тель-Авиве в Израиле, домашняя площадка баскетбольного клуба «Маккаби» (Тель-Авив) и сборной Израиля по баскетболу.
Рассчитан на 10 383 места, имеет площадь 23 460 квадратных метров, вход на стадион осуществляется через 12 выходов.

## История
Спорткомплекс открыт в 1963 году. Вначале носил имя Иосифа Бурштейна, заместителя мэра Тель-Авива, но скоро стал известен как стадион «Яд-Элияху», по названию района Тель-Авива, в котором расположен. В год открытия стадион был открытым и включал 5 тысяч зрительских мест. В конце 1960-х годов спорткомплекс был кардинальным образом перестроен — были добавлены ещё пять тысяч мест и надстроена крыша. С 2003 года главным спонсором спорткомплекса являлась фирма Nokia, имя которой он носит в настоящее время. С 1 января 2015 года на восемь лет зал получил название «Дворец Менора-Мивтахим» по соглашению с новым спонсором — страховой компанией «Менора-Мивтахим». В первое десятилетие XXI века дворец спорта снова прошёл процесс модернизации, а число зрительских мест превысило 11 тысяч. В настоящее время конструкция спорткомплекса состоит из трёх колец:
- внутреннее кольцо — баскетбольная арена, зрительские места и вспомогательные службы
- внешнее кольцо — торговая зона, магазины и рестораны
- среднее кольцо, разделяющее внутреннее и внешнее[3]

Второе открытие дворца спорта состоялось в 1972 году, когда на его площадке прошёл финальный матч Кубка европейских чемпионов по баскетболу между командами «Иньис» (Варесе) и «Югопластика» (Сплит). Спорткомплекс ещё дважды, в 1994 и 2004 годах, принимал финалы главного европейского клубного турнира, причём в 2004 году победителями стали хозяева площадки, «Маккаби» (Тель-Авив). В «Яд-Элияху» также проходили женский чемпионат Европы по баскетболу 1991 года, юношеский чемпионат Европы 1994 года, игра «Всех Звёзд Европы» 1997 года и групповой этап мужского чемпионата Европы 2017 года. Дворец спорта был местом гастрольных выступлений команд НБА и игр «всех звёзд» в честь ведущих израильских баскетболистов Тани Коэна-Минца, Таля Броди, Лу Силвера и Мики Берковича. Финалы четырёх чемпионата Израиля по баскетболу также традиционно проходили в этом зале, крупнейшем из крытых спортивных комплексов Израиля.
Помимо баскетбола, в «Яд-Элияху» проходят также другие соревнования, концерты, конкурсы красоты и ледовые шоу. В частности, спорткомплекс был использован для проведения четвертьфинального матча Кубка Дэвиса между сборными Израиля и России.